# Stallion Road
Stallion Road is een Amerikaanse dramafilm in zwart-wit uit 1947 onder regie van James V. Kern.

## Verhaal
Stephen Purcell is een romanschrijver die een bezoek brengt aan zijn goede vriend Larry Hanrahan, een dierenarts, woonachtig op een ranch genaamd 'Stallion Road' in Californië. Stephen heeft een affaire met Daisy Otis, vrouw van bankier Ben, bij wie Larry een hypotheek heeft afgesloten. Tijdens het behandelen van koeien met antrax loopt Larry miltvuur op. Ondertussen wordt hij verliefd op paardenfokster Rory Teller. 

## Rolverdeling
| Acteur            | Personage        |
| ----------------- | ---------------- |
| Ronald Reagan     | Larry Hanrahan   |
| Alexis Smith      | Rory Teller      |
| Zachary Scott     | Stephen Purcell  |
| Peggy Knudsen     | Daisy Otis       |
| Patti Brady       | Chris Teller     |
| Harry Davenport   | Dr. Stevens      |
| Angela Greene     | Lana Rock        |
| Frank Puglia      | Pelon            |
| Ralph Byrd        | Richmond Mallard |
| Lloyd Corrigan    | Ben Otis         |
| Fernando Alvarado | Chico            |
| Matthew Boulton   | Joe Beasley      |

## Productie
De hoofdrollen zouden aanvankelijk worden vertolkt door Humphrey Bogart en Lauren Bacall - met Ronald Reagan in de rol van Stephen Purcell - maar zij sloegen deze af en werden om die reden geschorst door de studio. Eleanor Parker werd vervolgens kort overwogen als Bacalls vervangster. De studio besloot uiteindelijk het budget te halveren, Reagan de hoofdrol te geven en minder bekende namen te casten in de overige rollen.
De draaiperiode was van april tot en met juli 1946.